# Judith and Holofernes

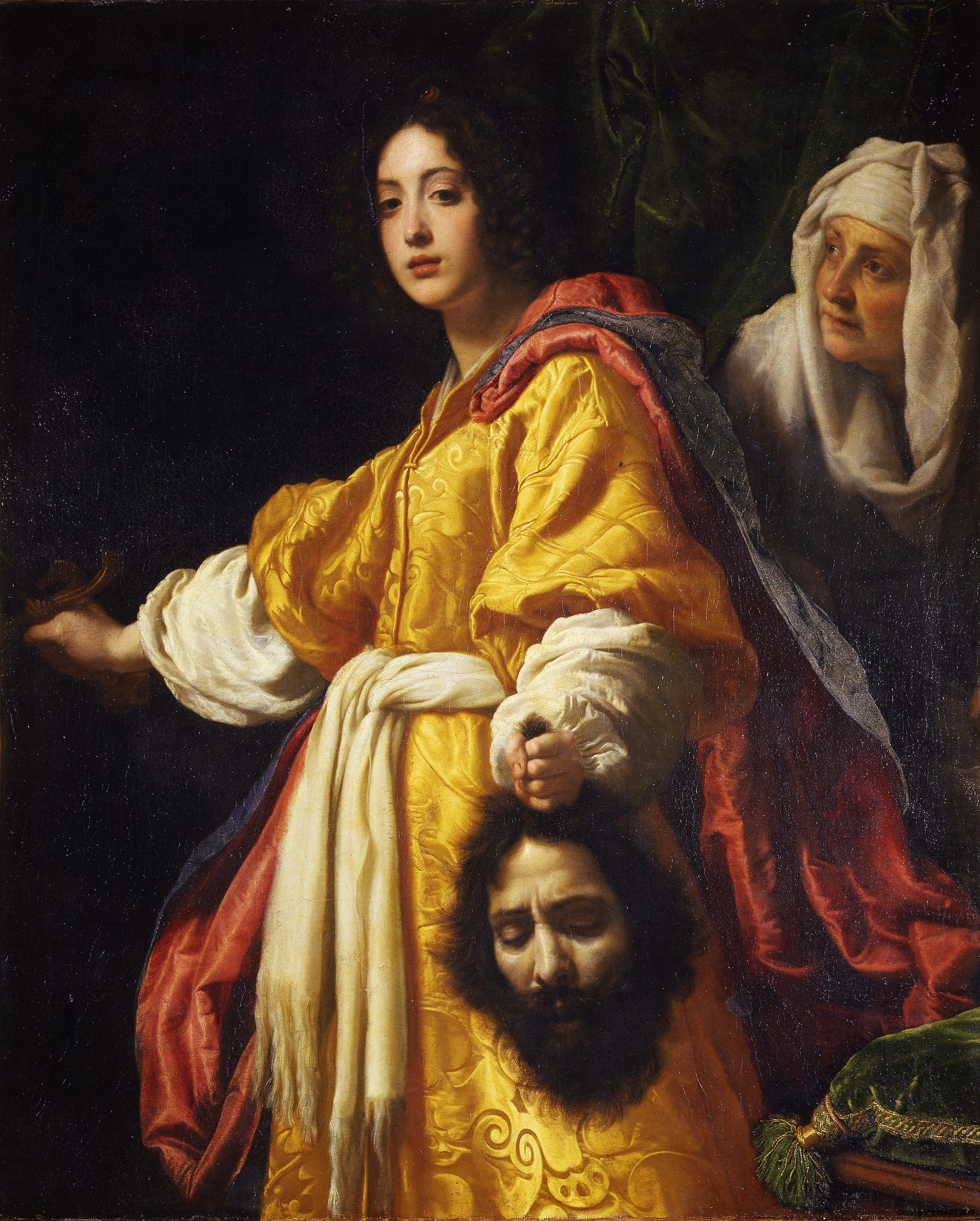
Cristofano Allori, Judyta z głową Holofernesa

Judith and Holofernes – poemat epicki amerykańskiego poety Thomasa Baileya Aldricha, opublikowany w 1896. Ukazał się nakładem oficyny Houghton, Mifflin and Company. Utwór jest oparty na biblijnej Księdze Judyty. Składa się z trzech ksiąg, Judith in the Tower (Judyta w wieży), The Camp of Asshur (Obóz asyryjski) i The Flight (Ucieczka). Został napisany wierszem białym (ang. blank verse), czyli nierymowanym pentametrem jambicznym, czyli sylabotonicznym dziesięciozgłoskowcem, w którym akcenty padają na parzyste sylaby wersu.
Unheralded, like some tornado loosed
Out of the brooding hills, it came to pass
That Holofernes, the Assyrian,
With horse and foot a mighty multitude,
Crost the Euphrates, ravaging the land
To Esdraelon, and then hawk-like swoopt
On Bethulia : there his trenches drew,
There his grim engines of destruction set
And stormed the place;
Wątek bohaterskiej Judyty autor wykorzystał także w dramacie Judith of Bethulia. 
Brak informacji o przekładzie utworu na język polski.